# Bol'šaja Balachnja
La Bol'šaja Balachnja (in russo Большая Балахня?, Grande Balachnja) è un fiume della Russia siberiana orientale settentrionale, tributario del golfo della Chatanga (mare di Laptev).  Scorre nel rajon Tajmyrskij del Territorio di Krasnojarsk.
Nasce da alcuni laghi nella parte centrale del vasto bassopiano della Siberia settentrionale; scorre mantenendo direzione mediamente orientale su tutto il percorso in una zona paludosa e cosparsa di laghi, coperta dalla tundra artica, senza incontrare alcun centro abitato di qualche rilievo. Sfocia in una piccola baia all'interno del golfo della Chatanga, a sua volta insenatura del mare di Laptev. La lunghezza è di 532 km, il bacino idrografico è di 12 600 km².
Il clima rigidissimo delle zone attraversate rende ragione dei lunghissimi periodi di gelo, che si protraggono mediamente dalla fine di settembre ai primi di giugno.